# オレンジ・シスターズ
オレンジ・シスターズ（Orange Sisters）は、1984年に「サマーホリデー」でデビューしたジャニーズ事務所所属の女性3人組のグループ。

## メンバー
※ 身体データはグループ在籍当時のもの。
吉竹 加世子（愛称：ジュディ、1964年7月18日 - ）
東京都出身。T・158cm、B・80cm、W・58cm、H・85cm。血液型・O型。
解散後、女優として活動。独眼竜政宗（1987年、NHK大河ドラマ、第25話・28話で侍女役）、春日局（NHK大河ドラマ）、武蔵坊弁慶（1986年、NHK新大型時代劇、平家の亡霊役）、晴のちカミナリ（1989年NHKドラマ、1989年）、イキのいい奴（NHKドラマ）、女も男もなぜ懲りない（1987年、フジテレビドラマ）、君の瞳をタイホする!（1988年、フジテレビドラマ）等に出演。有名声優集団「バーストマン」に参加、舞台に出演。
酒井 妙（愛称：サンディ、1964年11月30日 - ）
東京都出身。T・158.5cm、B・85cm、W・59cm、H・86cm。血液型・B型。
解散後、「麻生奈津子」として女優デビューし、その後「あさいゆきの」に改名。ＴVドラマを中心に、映画、舞台では主演も果たす。女優活動は個人サイト、他に掲載。2001年に結婚し女児を出産。現在は夫の仕事をフォローしつつ、子育てに専念中。
吉川 聖美（愛称：キャンディ、1964年12月24日 - ）
東京都出身。T・164cm、B・82cm、W・59cm、H・85cm。血液型・A型。
後に「スペースクラフト」へ移籍して、ファッション誌『JJ』や『CLASSY.』のモデルになった。その頃のプロフィールでは身長169cm。

## 来歴
- 吉竹と吉川の2人は1982年に上野義美が港区青山に開局したミニFM局「KIDS　RADIO　STATION」（通称:KIDS）のDJをしていた。その当時とメンバーチェンジがあり新しくオーディションで酒井が選ばれ、この3人でレコードデビューするに至った[2]。
- ロサンゼルスでザ・ベンチャーズと共にレコーディングされたシングル「サマーホリデー」で1984年3月21日に正式にデビューした。
- 多くのレギュラー番組を持ち、2枚のシングルとアルバム1枚を出した後、「それぞれの道を進みたい」との理由で1985年に解散。
- 雑誌『週刊プレイボーイ』の1984年4月10日号にレオタード姿のグラビア1p、6月12日号にインタビュー記事、8月28日号にビキニ姿のグラビア3pが掲載された。『月刊平凡』と『Fine』では連載コーナーも持っていた。

## 音楽

### シングル
- サマー・ホリデー（詞：大沢孝子[3]、作・編曲：新川博） C / W 思わせぶり天使（詞：森浩美、作曲：長沢ヒロ[4]、編曲：ザ・ベンチャーズ）

（1984年3月21日・アルファ・ムーン　MOON-712）　
サンディがセンター。オリコン最高位・97位
- 涙のキスマーク（詞：売野雅勇、曲：長沢ヒロ、編曲：新川博） C / W タイヤをツイストさせて（詞：森浩美、曲：長沢ヒロ、編曲：ザ・ベンチャーズ）

（1984年6月・アルファ・ムーン　MOON-715）　
A・B面共にセンターがジュディにチェンジ。

### アルバム
- RASBERRY AVENUE（1983年）

「KIDS ALL STARS」名義作品。ミニFM局「KIDS」の企画で発表されたオムニバスLP。「サマーホリデー」でデビューするよりも以前に参加した作品で、オレンジ・シスターズは「彼に片想い」という曲を唄っている。　「KIDS ALL STARS」とはフルーティーなネーミングで統一された集団で、オレンジ・シスターズの他には、パイナップルボーイズ、パパイヤ・ガールズ、ココナッツ・ボーイズ（後のC-C-B）などが居た。
- フェアウェルパーティー　オレンジシスターズWITHザ・ベンチャーズ（1984年12月21日）MOON-28023

SIDE-A
1. 1.ホット・ロッド・シティー
2. おもわせぶり天使
3. 思い出は小麦色
4. ドライ・マティーニいかが
5. 涙のFAREWELL PARTY

SIDE-B
1. 涙のキスマーク
2. アメリカからの手紙（詞：松本隆、曲：松尾清憲、編曲：芳野藤丸）
3. Holiday
4. サマー・ホリデー
5. ひとりでアフタヌーン（詞：森浩美、曲：松尾清憲、編曲：ザ・ベンチャーズ）
6. 二人はシーズン・オフ

## 主な出演

### テレビ
- ヤンヤン歌うスタジオ（テレビ東京） - レギュラー
- レッツGOアイドル（テレビ東京） - レギュラー
- おもしろプレヌーン（1984年4月 - 9月、テレビ東京） - 体験レポーターとしてレギュラー
- クイズ・ドレミファドン!（フジテレビ）
- カックラキン大放送!!（日本テレビ）
- レッツゴーヤング（1984年4月15日、NHK）
- 8時だョ!全員集合（TBS） - 1984年6月16日の停電に遭遇[5]
- スターどっきり（秘）報告（フジテレビ） - 寝起きシリーズに出演
- ザ・ヒットステージ（TBS）
- おはようスタジオ（テレビ東京）
- シャボン玉プレゼント（テレビ朝日）
- 輝け!!芸能人水中大運動会（1983年3月17日、テレビ東京）
- ABCスカイスタジオ おはよう朝日です（ABCテレビ）
- めざせ歌謡祭（テレビ東京）
- メガロポリス歌謡祭（テレビ東京）
- ヤングプラザ（ABCテレビ）
- オールナイトフジ（フジテレビ）
- 街かどテレビ11:00（TBS）
- スーパージョッキー（日本テレビ）
- ラブアタック!（ABCテレビ）
- 歌謡ドッキリ大放送!!（テレビ朝日）

### ラジオ
- 体験ラジオAチャンネル（TBSラジオ）

### CM
- 講談社「なかよし」（1984年、テレビ東京『ヤンヤン歌うスタジオ』内でのインフォマーシャル）

### 雑誌
- 平凡（アイドル雑誌）
- なかよし（少女漫画雑誌）
- 週刊プレイボーイNo.36